# МК Алжир
Мулудія Клуб де Алжир або просто «МК Алжир» (араб. مولودية الجزائر) — професіональний алжирський футбольний клуб з міста Алжир, який виступає в Алжирській Професіональній Лізі 1, найвищому дивізіоні національного чемпіонату.

## Історія

### 1921—1935: Перші кроки

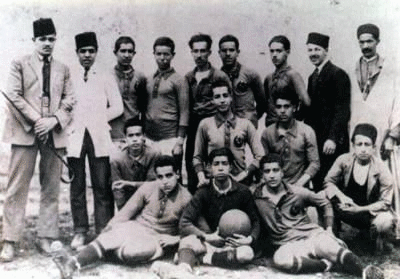
Фотографія членів клубу в 1921 році

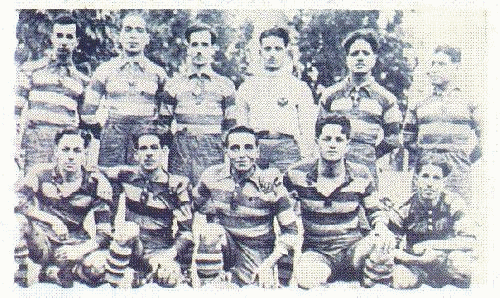
Гравці клубу в сезоні 1926/27 років

У 1921 році група юнаків з околиць Казби та Баб-ель-Уеду об'єдналися, щоб створити перший мусульманський футбольний клуб у колоніальному Алжирі. Лідером цієї групи був Хамуд Ауф, який також виконував роль посередника між цими двома групами. 7 серпня 1921 року в гостьовому залі кафе «Бенашер» офіційно засновано клуб. Оскільки дата заснування клубу збіглася з мусульманським святом Мавлід, вирішено дати клубу назву Мулудія Клуб де Алжир. Як клубні кольори обрано зелений, символ ісламу, та червоний, символ любові до арабської нації.

### 1936—1956: виступи клубу серед еліти алжирського футболу

#### 1936—1939: Перші виступи
У своєму першому сезоні в вищому дивізіоні алжирського футболу МК Алжир посів високе 4-те місце. Наступного (1937/38) сезону клуб знову посів 4-те місце. А в сезоні 1938/39 років «декани» посіли 7-ме місце. Цього сезону клуб також взяв участь в Північноафриканському кубку, в якому в першому раунді здолав «Гала Спорт де Орлеансвілль» з рахунком 3:0, але в другому раунді турніру поступився «АС Сен-Юджен».

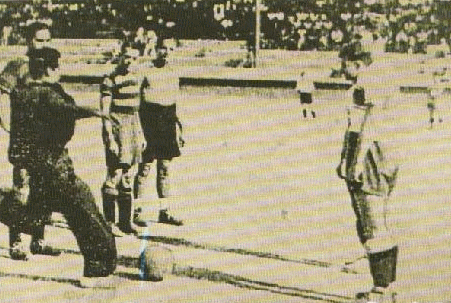
Матч чемпіонату між «Мулудією» та РУА, вересень 1941 року.

#### 1939—1956: завоювання титулів

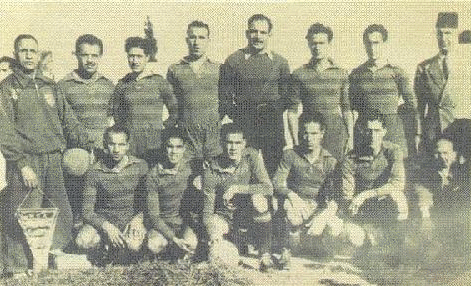
МК Алжир в сезоні 1951/52 років.

Сезон 1939/40 років розпочався з затримкою через початок Другої світової війни. У цьому сезоні, через воєнні дії, вирішено провести чемпіонат у два етапи. Під час першого етапу команди-учасниці розподілили на 3 групи (A, B, C), по завершенні першого етапу переможці 3-ох груп виходили до другого етапу, в якому розігрувалися призові місця. МК Алжир потрапив до Групи C, в якій його суперниками були ФК «Бліда», ОХД, УСМ Бліда, АС Буфарік, РАСА та ОМ Руссо. Команда завершувала чемпіонат в лідерах та боролася за перемогу в групі з галлійським РУА. «Мулудія» легко перемогла РУА з рахунком 3:0 перед поїздкою до Галлії. Завдяки цій довгоочікуваній перемозі команда стала переможцем групового етапу, але завершила чемпіонат на другому місці, поступившись лише одним очком переможцю чемпіонату, «АС Сен-Юджен». Така ситуація повторювалася кожного наступного чемпіонату аж до сезону 1944/45 років, протягом цього часу «АС Сен-Юджен» постійно ставав переможцем національного чемпіонату. Пізніше команда ставала переможцем чемпіонату, але титул розділявся. Після цього тріумфу команда 6 разів ставала віце-чемпіоном. Клуб брав участь в розіграші провінційного кубку, який мав назву Кубок Форконі. Він двічі ставав переможцем цього турніру, в 1948 році в серії післяматчевих пенальті переграв «АС Сен-Юджен» (5:3), а вдруге в 1951 році знову над тим же суперником (3:2). До речі в 1951 році на стадії 1/8 фіналу кубку «Мулудія» переміг «Кабілію» з рахунком 7:0. Втретє до фіналу кубка МК Алжир вийшов у 1952 році, 15 червня 1952 року команда поступилася ФК «Бліді» з рахунком 1:3.

### 1956: інцидент 11 березня та припинення виступів

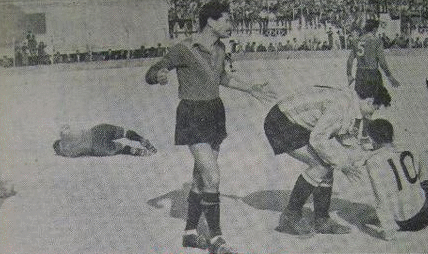
Останній матч «Мулудії» в епоху колоніалізму, який було зіграно 11 березня 1956 року.

Різанина в Сетифі та Гельмі 8 травня 1945 року підштовхнула алжирських гравців, які виступали в французьких клубах, перейти до мусульманських клубів. Два гравці, які виступали у футболці АС Сен-Еужена, Ібрір та Мауш перейшли до МК Алжир. Команди вирішили боротися з європейцями, які саботують боротьбу мусульман. Після тривалої боротьби мусульмани домоглися свого. Зрештою всі мусульманські клуби були сформовані виключно з мусульманських гравців. 11 березня 1956 року «Мулудія» вирішила припинити участь у будь-яких спортивних змаганнях, після сутичок напередодні, під час та після завершення матчу проти АС Сен-Еужен, які відбулися на однойменному стадіоні (зараз — «Омар Хаммаді»). Той матч завершився кривавим побоїщем за участю фанатів обох клубів. Втручання поліції зіпсувало святкування уболівальників «Мулудії» й воно перетворилося на справжній бунт, який розпочався в густонаселеному районі Нельсон та Баб-ель-Уед. У свою чергу колоніальна влада висловила співчуття з приводу загибелі кількох людей, в тому числі й уболівальників Мулудії. Проте після цього навколо стадіону були розбиті та розграбовані автомобілі та навколишні магазини, після чого почалися масові побиття вболівальників МК Алжир, деяких з них було ув'язнено, частину з заарештованих у в'язниці були побиті та піддані тортурам. Після цих подій керівництво МКА почали вимагати зміни формату змагання або погрожували припиненням виступів у чемпіонаті, що зрештою й відбулося 13 березня 1956 року, незважаючи на заклик щодо порозуміння між фанами клубів та тодішньою колоніальною владою. Рішення мало незворотній характер і призвело до руху солідарності з клубом інших мусульманських клубів. Зрештою МКА та УСМ Бліда втілили в життя свої погрози та припинили виступи в національних змаганнях. Інші клуби також приєдналися до цього бойкоту, в тому числі НА Хуссейн Дей, РК Куба, УСМ Ель-Харраш, УСМ Маренго, Відад (Белькур), ЕСМ Алжир, УСМ Алжир та ОМ Сен-Еужен.

### 1962—1964: Відновлення виступів та кваліфікаційні матчі для участі в першому чемпіонату

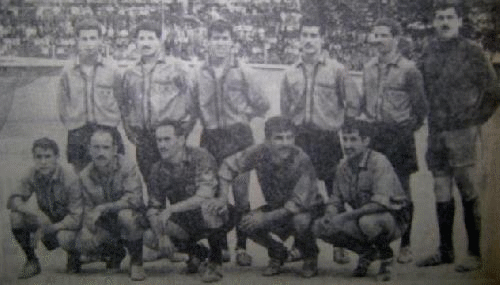
Віце-чемпіони Алжиру 1962/63

Після здобуття Алжиром незалежності, МК Алжир 7 жовтня 1962 року стартував у першому футбольному чемпіонаті незалежного Алжиру. До «Мулудії» приєдналися два гравця ФВА, Абдуррахман Бубекур та Амокран Валікен, проте команду залишили Беста Алі, Ферхані та Буркірі (загинули в боях). Футбольні змагання в Алжирі відновилися й у вищому дивізіоні, який складали п'ять груп по 10 команд-учасниць в кожній. МК Алжир потрапив до першої групи, в якій став переможцем, та вийшов до фінальної частини чемпіонату, в якому зустрівся зі своїм географічним сусідом, УСМ Алжиром, і поступився йому з рахунком 0:3. У наступному сезоні 1963/64 років, клуб посів п'яте місце в групі, в той час як переможцем цієї групи став НА Хуссейн Дей.

### 1964—1965: дискваліфікація міністром МКА
Цього сезону МК Алжир став найкращою командою як в плані тактики, так і в плані техніки. В разі перемоги над МК Оран в передостанньому турі національного чемпіонату «декани» могли очолити турнірну таблицю національного чемпіонату. Проте Оран впевнено зіграв проти лідера. Матч був видовищним та жорстким, по його завершенню вінгер оранців Буджеллаль потрапив до лікарні після зіткнення із захисником алжирців Джазулі. Рахунок після першого тайму залишився 0:0. Після перерви МК Оран усіх здивував, відкривши рахунок у матчі, Бельаббес виконав «сухий лист», а Зерга втратив пильність. МК Алжир відігрався на 57-ій хвилині матчу завдяки голу Ауаджа Зубіра. Після цього обидві команди стали грати жорсткіше. Проте Ауадж вдруге скористався помилкою голкіпера оранців Ларбі, встановив остаточний рахунок в матчі, 2:1, після цієї перемоги МК Алжир вийшов на перше місце в турнірній таблиці. Після фінального свистка на полі розпочалася велика кількість сутичок за участі фанів та гравців обох команд. Наслідками масового побоїща стали поранені гравці та вболівальники обох команд, яких довелося відправити в лікарню.
Після цього інциденту МК Алжир був занесений до чорного списку та отримав найсуворіше покарання — переведення до нижчого дивізіону. Тодішній міністр у справах молоді та спорту Садек Батель наклав довічну дискваліфікацію для чотирьох гравців Зерга, Метрах (обидва — гравці збірної), Мааруфа та Сеннана. Крім цього, серйозних травм зазнали два нападники національної збірної Лемуї та Бурас. Двоматчеве вилучення отримав травмований гравець «Орану» Буджеллаль. Столична команда була переведена на 14-те місце, і рішенням міністерства переведена до нижчого дивізіону, і, таким чином, сезон для клубу завершився дуже невдало.

### 1965—1970: Важкий старт і повернення

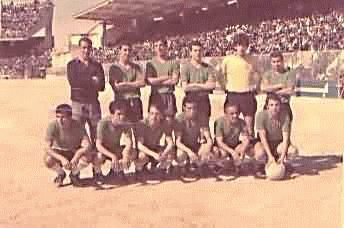
Команда, яка повернулася до елітного дивізіону в сезоні 1968/69 років

У своєму першому (1965/66) сезоні в регіональному дивізіоні МК Алжир посів перше місце та кваліфікувався для участі в другому дивізіоні національного чемпіонату. Вдало команда стартувала як в чемпіонаті, так і в кубку Алжиру. Прибуття Алі Бенфеддаха дозволило старому алжирському клубу здійснити певні перетворення. Він починає залучати до команду молодь, яка демонструвала непогані результати (це були так молоді таланти як Бетруні, Шуши, Малуфі, Беркані, Кауа, Гуедіура, Мусса, …), зрештою Бенфеддах йде, але його замінює зірковий гравець команди 1950-х років Хахад. Він продовжує розвивати клуб в напрямку, який заклав Алі Бенфеддах, а також запрошує досвідчених футболістів Тахіра Хасена, Шейха…, до того ж все більше ігрового часу Хахад продовжує довіряти клубній молоді. Результат не змусив себе довго чекати: вхід до національного дивізіону за підсумками сезону 1967/68 років. Вперше за останні три роки команда повернулася до вищого дивізіону. Повернення вже оновленого МК Алжир до вищого дивізіону було вдалим, команда посіла 4-те місце, набравши 46 очок. Пізніше Мулудія покращила свої результати. У своєму другому сезоні, після повернення до елітного дивізіону національного чемпіонату, «зелено-червоні» вже належали до грандів чемпіонату. За підсумками сезону 1969/70 років клуб став віце-чемпіоном, МК Алжир того сезону зазнав лише 3 поразки (з 22 матчів) та поступився лише КРБ.

### 1970—1980: Золота доба

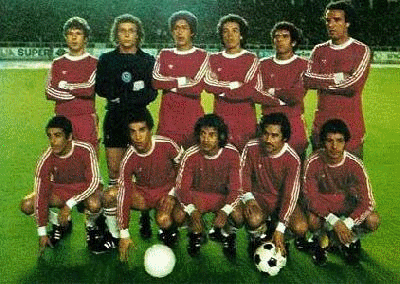
Команда, яка виграла «золотий дубль» в 1976 році.

Період після здобуття Алжиром незалежності був багатим для клубу на титули та трофеї. У неділю, 13 червня 1971 року, Мулудія здобув свій перший в історії титул у постколоніальний період. Алжирський клуб під керівництвом Алі Бенфадаха виграв свій перший національний кубок проти УСМ Алжир. Варто відзначити, що це була вже третя участь команди у фіналі головного футбольного кубка країни. Саме того року МК Алжир святкував своє 50-річчя (1921—1971) й відзначив його перемогою над своїм принциповим червоно-чорним суперником на місцевому муніципальному стадіоні. Цей успіх дозволив «Мулудії» вперше в своїй історії взяти участь у Кубку володарів кубків країн Магрибу, матчі якого відбувалися в Алжирі на найбільшому стадіоні країни, Муніципальному. Спочатку на цьому турнірі МКА мав зіграти з туніською командою «Есперанс», яку алжирці перемогли з рахунком 3:0, після чого у фіналі турніру переграли іншу команду з Тунісу, Клуб Африкен.
У наступному сезоні (1971/72 років) виграв свій перший в історії титул переможця чемпіонату Алжиру. Свій наступний трофей, кубок Алжиру, команда здобуває в 1973 році, потім, в 1974 році, виграє Кубок володарів кубків країн Магрибу, а в сезоні 1974/75 років, завдяки своїм географічним сусідам, РК Куба, стає переможцем національного чемпіонату.
1976 рік для клубу також був дуже успішним: спочатку команда поступилася у фіналі Кубка володарів кубків країн Магрибу, але потім виграла престижний Кубок африканських чемпіонів, після чого виграла національний чемпіонат та кубок. Таким чином МК Алжир виграв свій 3-й кубок Алжиру, перемігши у фіналі свого тезку, МО Константіна, після цього оформив «золотий дубль» перемогою над ЖС Кабілія на стадіоні «Укіл Рамдан» в місті Тізі-Узу з рахунком 3:2; досягти такого успіху команді вдалося частково за рахунок таких знакових атакувальних гравців того часу, як Алі Беншейх, Омар Бетруні, Зубір Баши, Бусрі, Бахта та Беллему. У Кубку африканських чемпіонів команда демонструвала прекрасну гру, усунувши від боротьби фаворитів та постійних учасників турніру, таких як єгипетський Аль-Аглі в 1/4 фіналу, або нігерійський Енугу Рейнджерс у півфіналі, й таким чином вийшли до фіналу, в якому мали зустрітися з «Хафією» (Конакрі). Перший матч у Конакрі, який відбувся 5 грудня 1976 року, завершився для алжирського клубу розгромною поразкою (0:3), цей результат поставив під сумнів можливість виграти найпрестижніший клубний африканський турнір. Але 18 грудня 1976 року у матчі-відповіді МКА виграє з таким же рахунком, 3:0, і уже в серії післяматчевих пенальті з рахунком 4:1 МК Алжир стає переможцем та володарем 12-го Кубку африканських чемпіонів.
Після цього історичного успіху команда ще двічі ставала переможцем чемпіонату Алжиру, в 1978 та 1979 роках.

### 1980—1990: Провальне десятиліття
У 1979—1980-х роках, щоб дещо сповільнити чемпіонську ходу клубу, з великою кількістю гравців, серед яких були Баши, Амруш, Kая та Бетруні були розірвані контракти. Аргументувалося це тим, що начебто їх вік не дозволяє цим гравцям ефективно виступати в команді (їм було лише по 27 та 28 років!). Згодом інших лідерів клубу спіткала така ж доля. Після цього Мулудія став середняком алжирського чемпіонату, але незважаючи на це, в 1983 році команду зуміла здобути трофей, кубок Алжиру, перемігши в фінальному матчі (в додатковий час) АСМ Оран з рахунком 4:3. Це досягнення дозволило команді кваліфікуватися для участі в Кубку володарів кубків КАФ. Ця участь для клубу склалася досить невдало, оскільки вже у другому раунді МК Алжир поступився каїрському Аль-Аглі з рахунком 1:3. На виїзді МК Алжир переміг з рахунком 1:0. Навіть через кілька років клуб не зміг підшукати гідної заміни Баши, Бусрі, Бетруні, Беншейху, Драуї... Проте вони назавжди залишилися в пам'яті вболівальників «зелено-червоних». Згодом МКА почав переживати певні труднощі, через що вилетів до регіональних змагань. Але вже наступного року клуб повернувся до еліти алжирського футболу, проте змушений був боротися за збереження свого місця в лізі. Проте перемога з рахунком 1:0 над ЕС Сетіф допомогла клубу в цій боротьбі, тому «Мулудія» зміг уникнути вильоту. Згодом виявилося, що команда потребувала підсилення, тому з легкістю дозволила повернутися своїм колишнім лідерам, незважаючи на тривалу відсутність ігрової практики в деяких з них.

### 1990—2000: Злети й падіння
Після 1990 року й протягом усього наступного десятиліття клуб неодмінно виступав у вищому дивізіоні чемпіонату Алжиру й займав місця в середині турнірної таблиці. Початок змін в клубі ознаменувався приходом до команди Рафіка Саїфі в сезоні 1998/99 років. Проте в цей час за командою закріпилося прізвисько «Шнауа», яке команді дали найвідданіші фанати, вони підтримували команду навіть на виїзних матчах. Проте після чемпіонського сезону 1998/99 років команда знову почала демонструвати жахливі результати.

### 2000—2010: Невдалий старт та повернення на п'єдестал пошани
Сезон 1999/00 років виявився для клубу просто катастрофічним з усякого погляду, команда ледве змогла уникнути вильоту до нижчого дивізіону, отож не дивно, що футбольні фахівці та експерти не прогнозували для клубу покращення результатів на наступні (в тому числі й 2001/02) сезони. Перед початком сезону в команді відбулася зміна головного тренера, ним став Сааді, а його помічником став колишній гравець клубу, Беналі, вони розпочали зміни в команді, залучаючи молодих вихованців клубу та деяких новачків, таких як Бельхейр, Шауш, Хамутен та Фоділі. У сезонах 2003/04 та 2004/05 років МК Алжир виступав набагато краще, але все одно не змогли виграти жодного трофею. Така ситуація продовжувалася до початку сезону 2005/06 років, а точніше до 15 червня 2006 року, коли під керівництвом вже Франсуа Браччі у напруженому та видовищному фіналі кубку Алжиру «Мулудія» здолала свого одвічного суперника-сусіда УСМ Алжир. Матч завершився перемогою «деканів» з рахунком 2:1 (у складі МКА «дублем» відзначився Нуреддін Дахам, а в складі УСМА відзначився УСМА). У наступному сезоні 2006/07 років МКА виграв черговий титул, суперкубок Алжиру (щорічний турнір, який розігрується між переможцем національного чемпіонату та кубку), перемігши ЖС «Кабілію». У складі «Мулудії» голами відзначилися Бугеша (40 ') та Белькаїда (75 ')? які принесли клубу довгоочікуваний трофей. У складі ЖСК Дюшер відзначився на 56-й хвилині матчу. Незважаючи на цей успіх Франсуа Браччі з ініціативи президента клубу Мохаммеда Мессуді було звільнено із займаної посади, а новим головним тренером став італієць Енріко Фабрро, який згодом перейшов на посаду виконавчого директора клубу, а посаду головного тренера зайняв Омар Кетранджи. Незважаючи на провальний сезон в національному чемпіонаті, за підсумками якого клуб посів скромне 11-те місце, у кубку Алжиру команда виступала більш впевнено, і в фіналі цього турніру перемогла свого принципового суперника УСМ Алжир. Матч закінчився з рахунком 1:0 завдяки чудовому голу Фоділа Хаджаджа, який пробив у верхній кут воріт, який захищав Мохаммед Ламіне Земмамуш. Після цього матчу МК Алжир закріпив свою перевагу в фінальних матчах національного кубку проти УСМ Алжиру, після чого знову став переможцем суперкубку Алжиру, перемігши ЕС Сетіф з рахунком 4:0. Після такого успіху команда виступала не дуже впевнено, посівши 7-ме місце в чемпіонаті Алжиру сезону 2007/08 років та 5-те — в сезоні 2008/09 років. Протягом сезону 2009/10 років у клубі відбулися значні кадрові зміни, зокрема багато гравців залишили клуб, і в той же час не менше поповнили лави клубу, це в свою чергу також мало певне відображення й на результатах команди. Завдяки 5-му місці, яке команда посіла в минулому чемпіонаті, вона отримали право на участь в Арабській лізі чемпіонів, але зрештою МК Алжир змушений був відмовитися від участі у цьому турнірі через перевантаження матчами в календарі. МК Алжир залишили Бадджи (завершив кар'єру), Хамаду, Ясеф, Юнес, Бельгомарі, Бенхамаду, Духа, Шауї, Бентоша, Белаїд, Беншеріф, Беніє, Лашехам та Бужена, замість них команду підсилило 7 гравців: Мокдад, Сенусі, Кеддіс та Аттафен, Земмамуш, Хамрат, Дераг та представники молодіжної академії Слімані, Абберан, Бенсалем, Ессаїд, Мумен та Кабла, новоприбулі гравці та власна молодь вже наприкінці сезону продемонстрували результат. Варто також відзначити, що з цього сезону в вищому дивізіоні алжирського чемпіонату почало діяти правило, яке передбачало що з 27 футболістів команди в заявці на чемпіонат має бути щонайменше 1 гравець, молодший за 20 років. У складі МКА цим гравцем став Брахім Бедбуда, в той час як в команді були трохи старші, ніж він Кулібалі, Зеддам та Хеддіс. Після першої частини чемпіонату МК Алжир посідав перше місце в турнірній таблиці, зазнавши протягом цього часу лише 2 поразок, в той же час на посаду головного тренера повернувся Браччі, який замінив Алана Мішеля, який продовжив тренерську кар'єру в катарському чемпіонаті, саме з поверненням Браччі керівництво клубу та його вболівальники покладали надії на нові досягнення та звершення. Зрештою клуб відмовився від послуг Кулібалі (перейшов до Аль-Аглі (Бенгазі, Лівія)), Кеддіса (перейшов до одного з клубів Перської затоки), до команди повернувся Мокдад та Хеджадж, які раніше потрапили в немилість у клубі, а також як заміна втраченим футболістам прийшли два нових центральних захисники Харкат (УСМА) та Мегербі (АСМО). Внаслідок цих змін МК Алжир став переможцем чемпіонату та вперше з 1999 року кваліфікувався для участі в Лзі чемпіонів КАФ.

## Досягнення

### Національні
- Алжирська Професіональна Ліга 1
  -  Чемпіон (9): 1972, 1975, 1976, 1978, 1979, 1999, 2010, 2024, 2025
  -  Срібний призер (4): 1963, 1970, 1989
  -  Бронзовий призер (2): 1971, 1973, 1990, 2005

- Кубок Алжиру
  -  Володар (8): 1971, 1973, 1976, 1983, 2006, 2007, 2014, 2016
  -  Фіналіст (1): 2013

- Суперкубок Алжиру
  -  Володар (4): 2006, 2007, 2014, 2025
  -  Фіналіст (1): 2016

- Кубок алжирської ліги
  -  Володар (2): 1998, 1999

### Міжнародні
- Кубок африканських чемпіонів
  -  Володар (1): 1976

- Кубок чемпіонів УНАФ
  -  Фіналіст (1): 2010

- Кубок чемпіонів країн Магрибу
  -  Фіналіст (1): 1975

- Кубок володарів кубків країн Магрибу
  -  Володар (2): 1971, 1974

## Статистика виступів
Оновлено: Після завершення сезону 2015/16 років
| Після отримання незалежності |        |         |      |      |     |     |      |      |       |
| Ліга 1                       | 49     | 7       | 1451 | 552  | 453 | 446 | 1816 | 1440 | +376  |
| Ліга 2                       | 5      | -       | 128  | 79   | 36  | 13  | 246  | 85   | +161  |
| Колоніальний період          |        |         |      |      |     |     |      |      |       |
| 1 Дивізіон                   | 20     | 2       | 391  | 175  | 122 | 94  | 592  | 430  | +162  |
| 2 Дивізіон                   | 13     | -       | 191  | 102  | 43  | 46  | 355  | 236  | +119  |
| Загалом                      | 87     | 9       | 2161 | 908  | 654 | 599 | 3009 | 2191 | +818  |
| Кубок                        | Сезони | Трофеїв | Іг   | В    | Н   | П   | ЗМ   | ПМ   | РМ    |
| Кубок Алжиру                 | 52     | 8       | 186  | 123  | 31  | 32  | 342  | 137  | +205  |
| Кубок ліги                   | 5      | 2       | 27   | 15   | 8   | 4   | 35   | 17   | +18   |
| Суперкубок                   | 3      | 3       | 3    | 3    | 0   | 0   | 7    | 1    | +6    |
| Кубок департаменту           | 16     | 2       | 47   | 32   | 2   | 13  | 108  | 46   | +62   |
| Загалом                      | 76     | 15      | 263  | 173  | 41  | 49  | 492  | 201  | +291  |
| Міжнародна                   | Сезони | Трофеї  | Іг.  | В    | Н   | П   | ЗМ   | ПМ   | РМ    |
| Загальноафриканські змагання | 10     | 1       | 48   | 21   | 9   | 18  | 70   | 60   | +10   |
| Арабські змагання            | 4      | -       | 22   | 11   | 5   | 6   | 29   | 27   | +2    |
| Північноафриканські змагання | 7      | -       | 16   | 7    | 2   | 7   | 24   | 19   | +5    |
| Змагання країн Магрибу       | 6      | 2       | 13   | 6    | 4   | 3   | 15   | 10   | +5    |
| Загалом                      | 26     | 3       | 99   | 45   | 19  | 34  | 138  | 116  | +22   |
| Усього протягом історії      | 87     | 27      | 2523 | 1126 | 714 | 682 | 3639 | 2508 | +1131 |

- Перша перемога в офіційних змаганнях: ЖСІ Іссерс 1 — 10 МКА (Азеф), 7 жовтня 1962 року
- Перший матч у вищому дивізіоні чемпіонату Алжиру: МКА 1 — 1 ЕС Сетіф (Усіф), 4 жовтня 1964 року
- 100-й матч у вищому дивізіоні чемпіонату Алжиру: МКА 2 — 2 УСМ Бель-Аббеш (Малуф), 20 вересня 1970 року
- 500-й матч у вищому дивізіоні чемпіонату Алжиру: ЕС Сетіф 1 — 1 МКА (Бусрі), 13 жовтня 1978 року
- 1000-й матч у вищому дивізіоні чемпіонату Алжиру: МКА 3 — 1 ЖС Бордж-Менаїл (Лазізі), 31 жовтня 1994 року
- Найбільша перемога в історії клубу: ЖСІ Іссерс 1 — 10 МКА, 7 жовтня 1962 року
- Найбільша поразка в історії клубу: Елан де Баб-ель-Уед 8 — 0 МКА, 15 жовтня 1921 року.

### Інші досягнення
- Єдиний футбольний клуб укомплектований виключно алжирцями, який виграв національний чемпіонат в період Французької колоніальної адміністрації.
- Переможець зони центр Регіонального чемпіонату Алжиру сезону 1985/86 років, в якому клуб не зазнав жодної поразки.
- Найбільша кількість перемог (3) у Суперкубку Алжиру.
- Найбільша кількість перемог (2) у Кубку Алжиру.
- Найбільша кількість перемог (2) у Кубку володарів кубків країн Магрибу.
- Єдиний алжирський футбольний клуб, який став автором своєрідного хет-трику (чемпіонат, кубок, ліга чемпіонів КАФ).
- Перший алжирський клуб, який виграв кубок КАФ.
- Єдиний арабський клуб, який взяв участь в «Trophée Santiago Bernabéu» (1977).
- Абдессалем Бусрі — найкращий бомбардир клубу, 5 разів ставав найкращим бомбардиром чемпіонату Алжиру.
- Лахдар Беллумі під час свого перебування в клубі виграв африканський Золотий м'яч (1981).

## Статистика виступів на континентальних турнірах
- Кубок африканських чемпіонів / Ліга чемпіонів КАФ: 6 виступів

| 1976 – Чемпіон 1977 – 1/4 фіналу 1979 – Другий раунд | 1980 – 1/4 фіналу 2000 – Перший раунд 2011 – Груповий раунд |  |

- Кубок конфедерації КАФ: 3 виступи

2007 – Перший раунд
2008 – Перший раунд
2015 – Перший раунд
- Кубок володарів кубків КАФ: 1 виступ

1984 – Другий раунд

## Уболівальники

Логотип «Ultras Verde Leone»

МК Алжир належить до числа найпопулярніших клубів Алжиру, місцеві фанати називають себе «ель-шинос», до того ж клуб розташовується в одному з найбільш густозаселених регіонів столиці.
Серед уболівальників команди найчисельнішою є фанатська група під назвою «Ultras Verde Leone (UVL07)» («Ультраси Зелених Левів»), яка була створена в 2007 році. Вперше про своє існування вона заявила 10 жовтня 2007 року на матчі чемпіонату Алжиру. Це перша група ультрасів у Алжирі, крім них існують також «зелений корсар» (UGC), «12-й гравець» (UTTP), «зелена банда» (ULBV) та «зелено-червона група» (GVR).

## Відомі гравці
У цьому списку представлено відомих колишніх гравців клубу, які виступали в складі команди в національному чемпіонаті та міжнародних змаганнях з 1921 року. Для того, щоб потрапити до цього списку гравець має відіграти у футболці клубу щонайменше 100 офіційних поєдинків або зіграти хоча б один матч під час свого перебування в клубі, або після свого переходу до іншої команди.
| Алжир - Зубір Баши - Файсал Баджи - Мохамед Бельгербі - Лахдар Беллумі - Алі Беншейх - Омар Бетруні - Хадж Бугеш - Ісмаель Бузід - Нуреддін Дахам - Фарес Феллахі | - Кадер Фіруд - Фоділ Хаджадж - Ларбі Хосні - Карім Каддур - Хамза Кудрі - Тарек Лазізі - Буазід Маюз - Фаузі Муссуні - Амокран Уалікен - Рафік Саїфі - Мохамед Земмамуш | Малі - Мусса Кулібалі - Дрісса Діакіте Того - Шериф-Туре Мамам |

## Відомі тренери
- Абдельхамід Кермалі (1983–89), (1999)
- Мішель Ренкен (1 липня 1999 – 30 червня 2000)
- Нуреддін Сааді (2003)
- Ерве Ревеллі (1 січня 2004 – 1 травня 2004)
- Жан-Поль Раб'є (2004–05)
- Робер Нузаре (1 липня 2005 – 24 грудня 2005)
- Нуреддін Сааді (грудень 2005 – березень 2006)
- Франсуа Браччі (березень 2006 – жовтень 2006)
- Хасен Металлах (жовтень 2006 – листопад 2006)
- Енріко Фаббро (листопад 2006 – листопад 2007)
- Жан Тіссен (листопад 2007 – січень 2008)
- Енріко Фаббро (січень 2008 – лютий 2008)
- Мохамед Меказні (лютий 2008 – березень 2008)
- Амеур Джаміль (27 березня 2008 – 21 вересня 2008)
- Алан Мішель (21 вересня 2008 – грудень 2009)
- Франсуа Браччі (грудень 2009—2010)
- Алан Мішель (червень 2010 – 15 березня 2011)
- Нуреддін Зекрі (11 березня 2011 – 19 липня 2011)
- Абдельхакк Менгуеллаті (червень 2011 – серпень 2011)
- Абдельхак Беншика (1 вересня 2011 – 5 жовтня 2011)
- Франсуа Браччі (23 жовтня 2011 – 11 лютого 2012)
- Кемаль Бухеллал (10 лютого 2012 – 5 березня 2012)
- Абделькрим Біра (4 травня 2012 – 30 червня 2012)
- Патрік Ліевіг (1 липня 2012 – 20 серпня 2012)
- Жан-Поль Раб'є (27 серпня 2012 – 23 вересня 2012)
- Джамель Менад (24 вересня 2012 – 9 травня 2013)
- Фарід Земіті (в.о.) (10 травня 2013 – 30 червня 2013)
- Ален Гейгер (1 липня 2013 – 10 листопада 2013)
- Фуд Буалі (18 листопада 2013—2014)
- Артур Жорже (2014 – 8 жовтня 2015)
- Мезіан Ігіл (13 жовтня 2015–березень 2016)
- Лотфі Амруш (березень 2016 — 27 травня 2016)
- Джамель Менад (червень 2016–)